# 高鴻飛
高鴻飛（？—1853年），字伯鸞，號南卿，江蘇高郵州人，清朝官員。

## 生平
高鴻飛為拔貢，道光二十一年（1841年）中二甲第六名進士。改庶吉士，散館授知縣。 道光二十八年（1848年）署臺灣府鳳山縣知縣。咸豐二年（1852年）任臺灣縣知縣。翌年，臺灣發生民變，四月，林恭攻陷鳳山城，高鴻飛在灣裡街陣亡殉職。咸豐五年（1855年），入祀京師昭忠祠，並於臺灣安平縣任所建立專祠。